# Rheinpreußen-Hafen

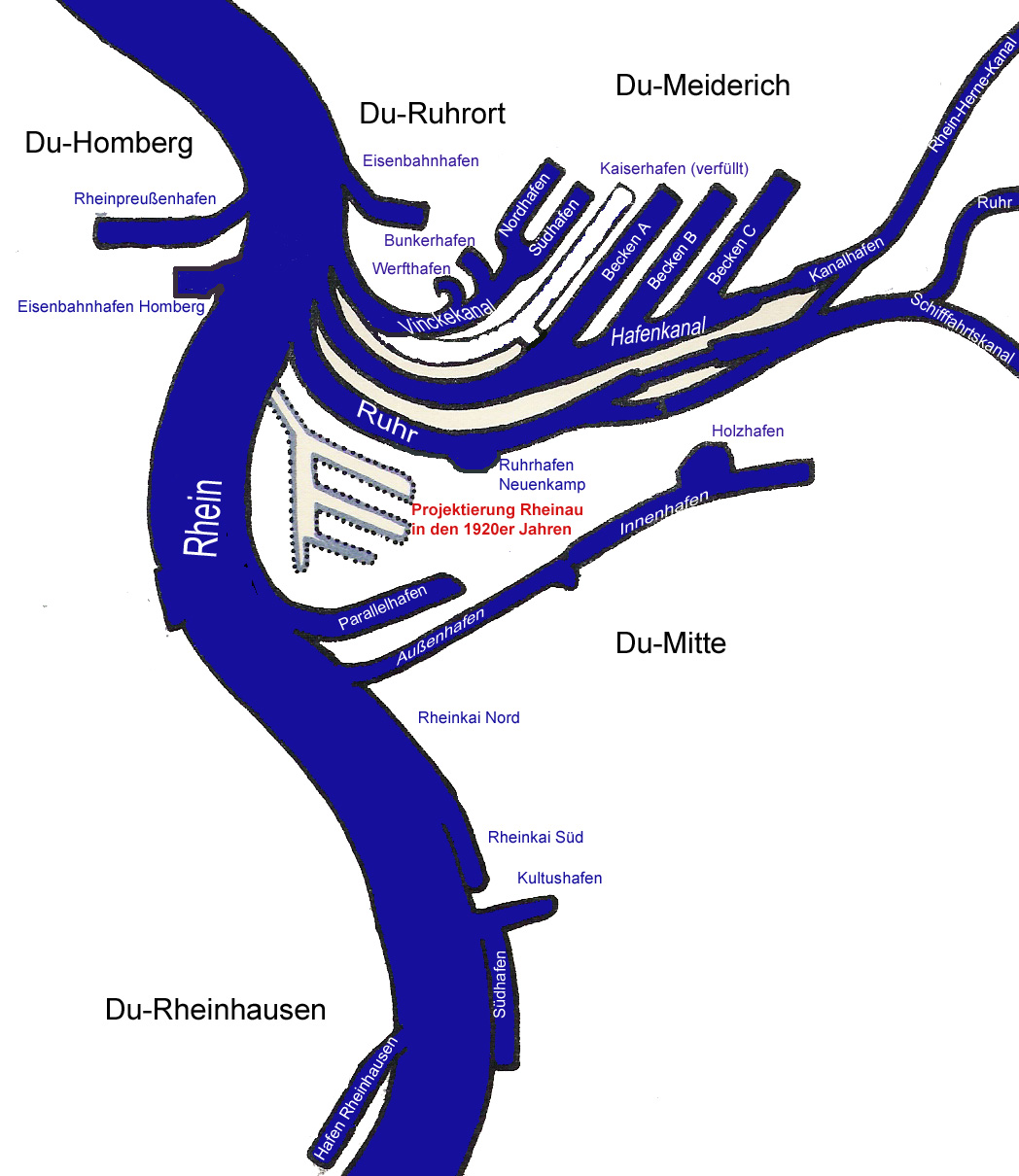
Übersicht der Duisburger Häfen, Rheinpreußenhafen links oben

Der Rheinpreußen-Hafen in Duisburg wurde 1906 bis 1908 als zusätzlicher Umschlagplatz linksrheinisch bei Rheinkilometer 781,1 errichtet, um für die Zeche Rheinpreußen in Homberg und der Zeche Friedrich Heinrich in Kamp-Lintfort, verbunden mit einer eigenen Gleisanbindung, der Bahnstrecke Zeche Friedrich Heinrich–Rheinpreußen-Hafen, den Kohleversand abzuwickeln.
Trotz heftiger Proteste des Hafeninspektors in Duisburg-Ruhrort entstand ein 500 m langes und 75 m breites Hafenbecken. Durch einen 240 m langen Kanal ist der Hafen mit dem Rhein verbunden. Über den Kanal führt eine Hubbrücke zu einem ehemaligen Haldengelände, in dem einst die nationale Kohlereserve gelagert wurde.
Das INEOS Werk in Rheinkamp nutzt derzeit den Hafen als Tanklager und Umschlaganlage und den östlichen Abschnitt der Gleisanbindung als Werksbahn.

## Hubbrücke Homberg
Die Hubbrücke ist die älteste ihrer Art Duisburgs. Das Bauwerk ist vier Meter breit, 75 Meter lang, 26 Meter davon ist der bewegliche Mittelteil, der gehoben wird, um Schiffe, besonders bei höheren Wasserständen, in den Hafen ein- und ausfahren zu lassen. Sie steht auf der Denkmalliste der Stadt Duisburg.
Seit 2015 gab es Planungen, sie abzureißen, seit 2016 war sie mehrfach gesperrt und wurde nach notdürftigen Sanierungen immer wieder freigegeben. Zuletzt wurde die Brücke im November 2017 gesperrt. Im September 2020 gab die Stadt Duisburg bekannt, dass die derzeitigen Eigentümer die Brücke sanieren und danach durch eine Schenkung an die Stadt Duisburg übertragen. Laut Veröffentlichungen der Stadt Duisburg haben erneute Untersuchungen einen erhöhten Sanierungsbedarf ergeben. Im Jahr 2023 hat der Rat der Stadt beschlossen, die Brücke zu übernehmen. Die bisherigen Eigentümer RAG und INEOS zahlen einen Ablösebetrag und die Sanierung soll später in städtischer Verantwortung erfolgen.
Der Rheinpreußen-Hafen gehört zur Route der Industriekultur. Die Homberger Hubbrücke war einst Teil des von der EU geförderten Rheinradwegs (EV15) – am Rhein entlang „von der Quelle bis zur Mündung – 1233 km Radfahrspaß mit Flussblick“.

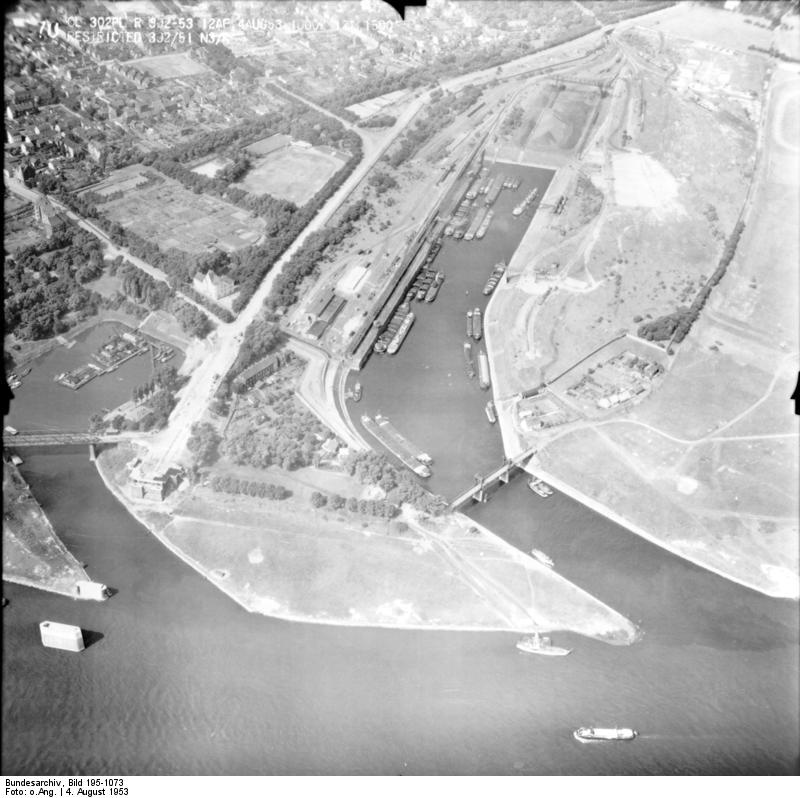
Luftaufnahme des Rheinpreußenhafens 1953 mit Brückenpfeilern noch ohne den Überbau der Friedrich-Ebert-Brücke unten links
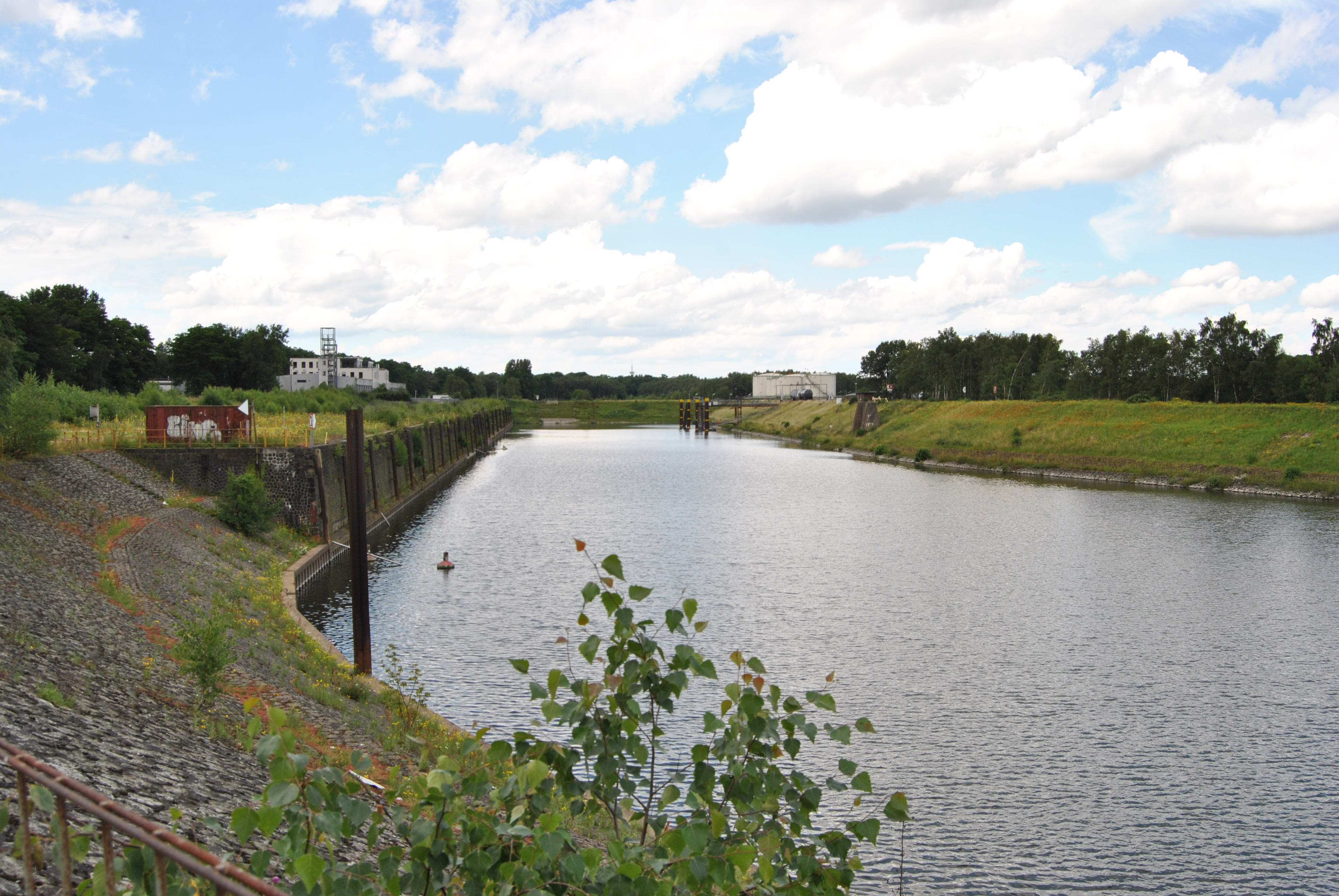
Hafenbecken des Rheinpreußen-Hafens
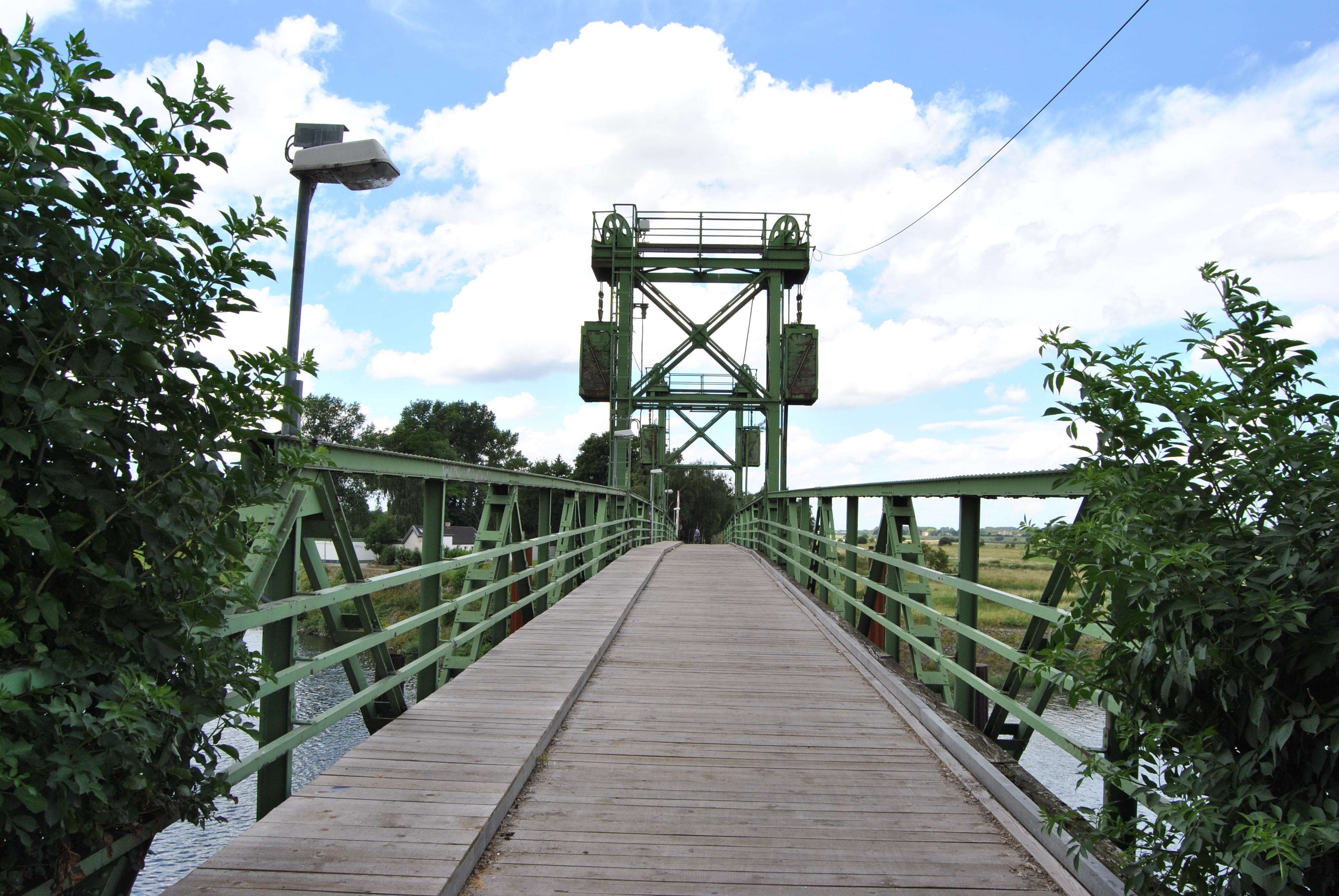
Hubbrücke in Stahlfachwerkkonstruktion, erbaut 1931–1932